# XXXII век до н. э.
XXXII (три́дцать второ́й) век до на́шей э́ры по пролептическому юлианскому календарю — век с 1 января 3200 года до н. э. по 31 декабря 3101 года до н. э. Это 9-й век 4-го тысячелетия до н. э. Ему предшествовал XXXIII век до н. э., за ним следовал XXXI век до н. э. Закончился 5125 лет назад.

## События
- Ок. 3150 — ок. 2950 (ок. 3200 — ок. 3000) до н. э. — Преддинастический период («0 династия») в Египте. До Нармера — 13 фараонов.
- XXXII—XXI века до н. э. — Кикладская культура в Греции (на Кикладских островах в Эгейском море).
- 3118 г. до н. э. — Нижний Египет завоевал Верхний Египет. Столицей нового государства стал Мемфис, лидер завоевателей Менес стал основателем I династии фараонов Египта.

## Мифические события
- 3113 года до н. э. — начальная дата летоисчисления майя.
- В полночь 23 января 3102 года до н. э. началась Кали-юга.